# Archytas convexiforceps
Archytas convexiforceps là một loài ruồi trong họ Tachinidae.